# 石清尾山古墳群
石清尾山古墳群（いわせおやまこふんぐん）は、香川県高松市峰山町、室町、宮脇町、西春日町、鶴市町、西宝町にわたる石清尾山塊上に所在する積石塚を特色とする古墳群。国の史跡に指定されている。

## 概要
本古墳群は、高松市街地にある標高約232メートルの石清尾山丘陵上に所在し、200基を超える円墳や積石塚や盛土墳が築造されている。積石塚は3世紀から5世紀のものである。5世紀末頃から約100年ほどの間、この地で古墳は造られなくなり、横穴式石室を有する盛土墳が造られるのは6世紀後半から7世紀前半にかけてである。
1934年（昭和9年）1月に積石塚の石船塚（いわふねづか）が単独で国の史跡に指定。1985年（昭和60年）7月に周辺の古墳が追加指定され、史跡の指定名称が「石清尾山古墳群」に変更された。この時指定されたのは積石塚の北大塚古墳、北大塚東古墳、北大塚西古墳、鏡塚古墳、小塚古墳、姫塚古墳、猫塚古墳、石清尾山9号墳、盛土墳の石清尾山2号墳、石清尾山13号墳である。さらに東南の尾根上にある鶴尾神社4号墳（積石塚の前方後円墳）の確認調査が1981年（昭和56年）に行われ、1989年（平成元年）8月に追加指定された。以上により、国の史跡「石清尾山古墳群」は積石塚10基、盛土墳2基の計12基となった。2018年10月には稲荷山地区にある4基の古墳（稲荷山姫塚古墳、稲荷山北端古墳、稲荷山南塚古墳、稲荷山南塚北古墳）が追加指定された。稲荷山北端古墳は類例の少ない双方中円墳である。

## 規模・形状
墳丘の形状は多様である。積石塚のうち猫塚古墳、鏡塚古墳、稲荷山北端古墳が双方中円墳、北大塚東古墳が方墳、稲荷山南塚北古墳が円墳、その他は前方後円墳である。墳丘はどれも安山岩を積み上げて構築されている。

## 副葬品

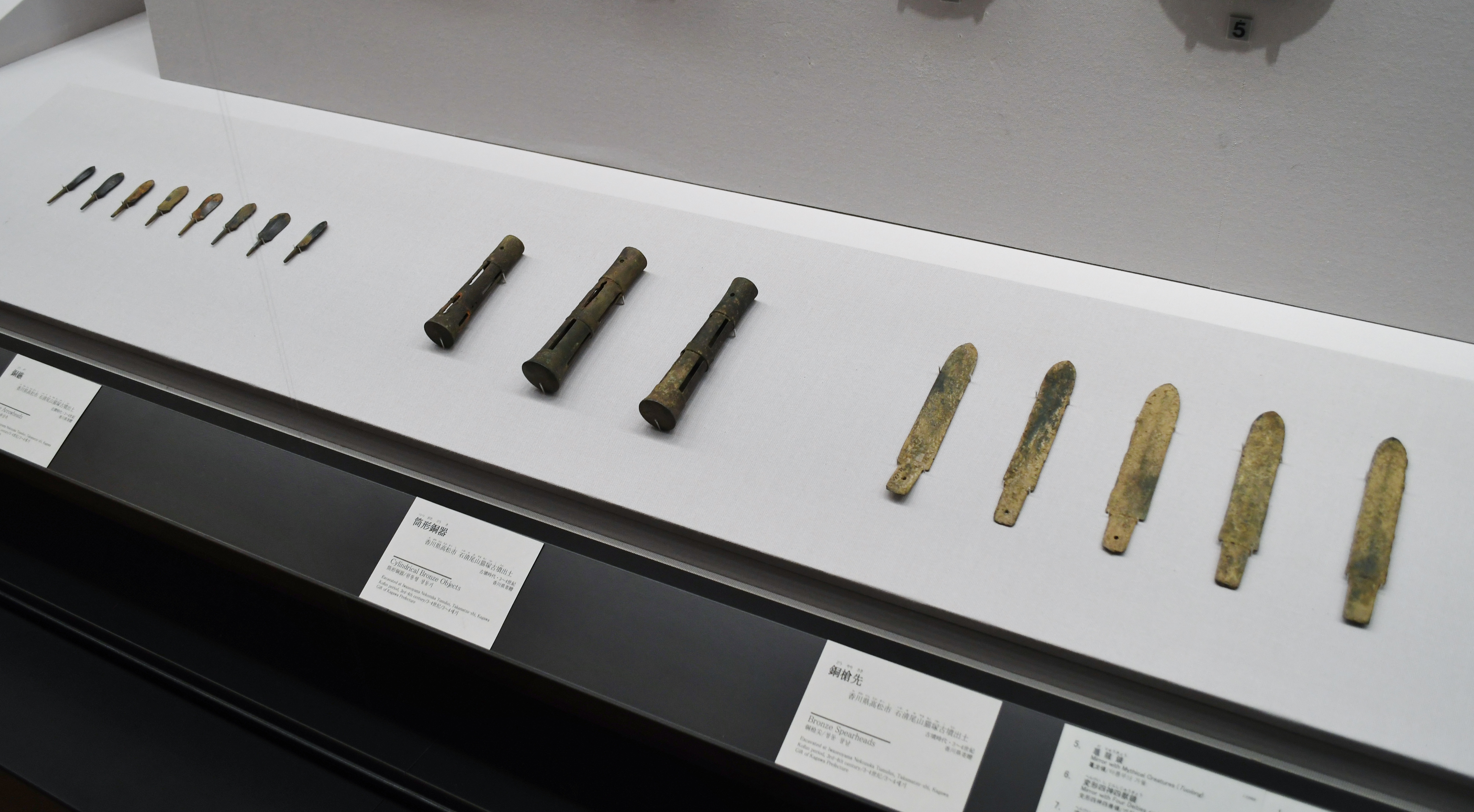
猫塚古墳出土品東京国立博物館展示。

猫塚は大規模な盗掘を受け、中円部に造られていた9基の竪穴石室から多数の副葬品が検出された。内行花文鏡など銅鏡5面、銅剣17、同鏃8、碧玉製石釧（いしくしろ）1、筒形銅器3、鉄剣4、鉄鏃3、鉄刀、鉄斧などの鉄製品4点、土師器壺1である。出土品の大部分は1912年（大正元年）東京博物館に買い上げられている。鶴尾神社4号墳から出土した獣帯方格規矩四神鏡の破片は、梅原末治が石清尾山古墳のいずれかから出土した鏡の欠損部分であることが分かり、この古墳が最古式と位置づけられた。

## 埋葬施設
石船積石塚からは刳抜（くりぬき）式石棺が江戸時代に出土しており、副葬品については明らかでない。石棺の南西約3.5メートル地点から竪穴式石室が発見され、変形神獣鏡一面が出土している。石室の長さは1.78メートル、幅44センチである。